# Juan Cameron
Juan Claudio Zamorano Cameron, más conocido como Juan Cameron (Valparaíso, 28 de enero de 1947) es un periodista y poeta chileno.

## Biografía
Hijo de Juan Carlos Zamorano, abogado y Guisela Cameron, descendiente del general Manuel Baquedano, estudió en colegios particulares y terminó la enseñanza secundaria en el Liceo de Viña del Mar; más tarde siguió Leyes en la sede Valparaíso de la Universidad de Chile, de la que egresó en 1971. En esa época comienza a utilizar el apellido de su madre. Tiene tres hijos de su primer matrimonio: Claudio Patricio (1970, narrador que vive en Suecia), Marcela Jimena (1975) y Pablo Salvador (1979). 
Cameron estaba "vinculado principalmente a los grupos literarios de la quinta región y era habitué en el café Samoiedo de Viña del Mar, junto a Juan Luis Martínez, Gregorio Paredes, Eduardo Parra (músico del grupo Los Jaivas), Raúl Zurita y Sergio Badilla Castillo, además de las veladas literarias que se realizaban en su propio hogar. En esa época (previa a su segunda partida) el escritor trabaja como profesor en distintos institutos profesionales de la zona". Durante los primeros años de los años 1970 perteneció al llamado Grupo del Café, una serie de amigos reunidos en torno al Café Cinema, en Viña del Mar, e integrado por Martínez, Zurita, Waldo Bastías y él. 
A raíz del golpe militar de 1973, se vio obligado a abandonar Chile al año siguiente y se estableció con su familia en Argentina, donde continuó escribiendo al tiempo que trabajaba como corrector de pruebas y vendedor de libros para editoriales. Regresó a su país en 1977 y fue profesor en distintos institutos profesionales. Durante los años 1980 ganó sus primeros cuatro premios literarios. 
En 1987 dejó Chile por segunda vez; emigró a Suecia y se instaló en Malmö, ciudad en la que trabajó como periodista cultural en el semanario Liberación. En Malmö trabaja . Durante esos años sigue vinculado a la literatura chilena sumando dos nuevos premios: el de la Revista de Libros de El Mercurio y el Municipal de Valparaíso. En 1997 regresó a Chile, siendo asiduo concurrente a ferias del libro y fiestas del alcalde Hernán Pinto de Valparaíso, pero ha seguido en contacto con Suecia, donde vive su hijo mayor, Patricio.

## Obra
La obra y trayectoria literaria de Juan Cameron está en parte ligada a Valparaíso, su ciudad natal. En su obra abundan las referencias a distintos aspectos de la vida cotidiana del puerto, abordadas a través de un lenguaje directo y a menudo coloquial, que denota influencias de la antipoesía.
"Cameron maneja un tipo de ironía difícil de encontrar en los poetas chilenos actuales. Desacraliza la realidad, juega con los mitos urbanos, con el tiempo que está detenido en sus lugares personales y que al mirarlo a través de sus ventanas cobra vida independientemente del texto. Es decir, el tiempo recorre la fisonomía del lenguaje de sus versos, ya sean telúricos, de amor, urbanos, marítimos, con un hondo pesimismo por los días que corren. La mirada del autor es escéptica, no confía en los mitos instalados en la sociedad actual y hace crecer una vertiente llena de paradojas a lo largo y ancho de sus poemas", escribió en su tiempo el poeta Aristóteles España.

## Obras

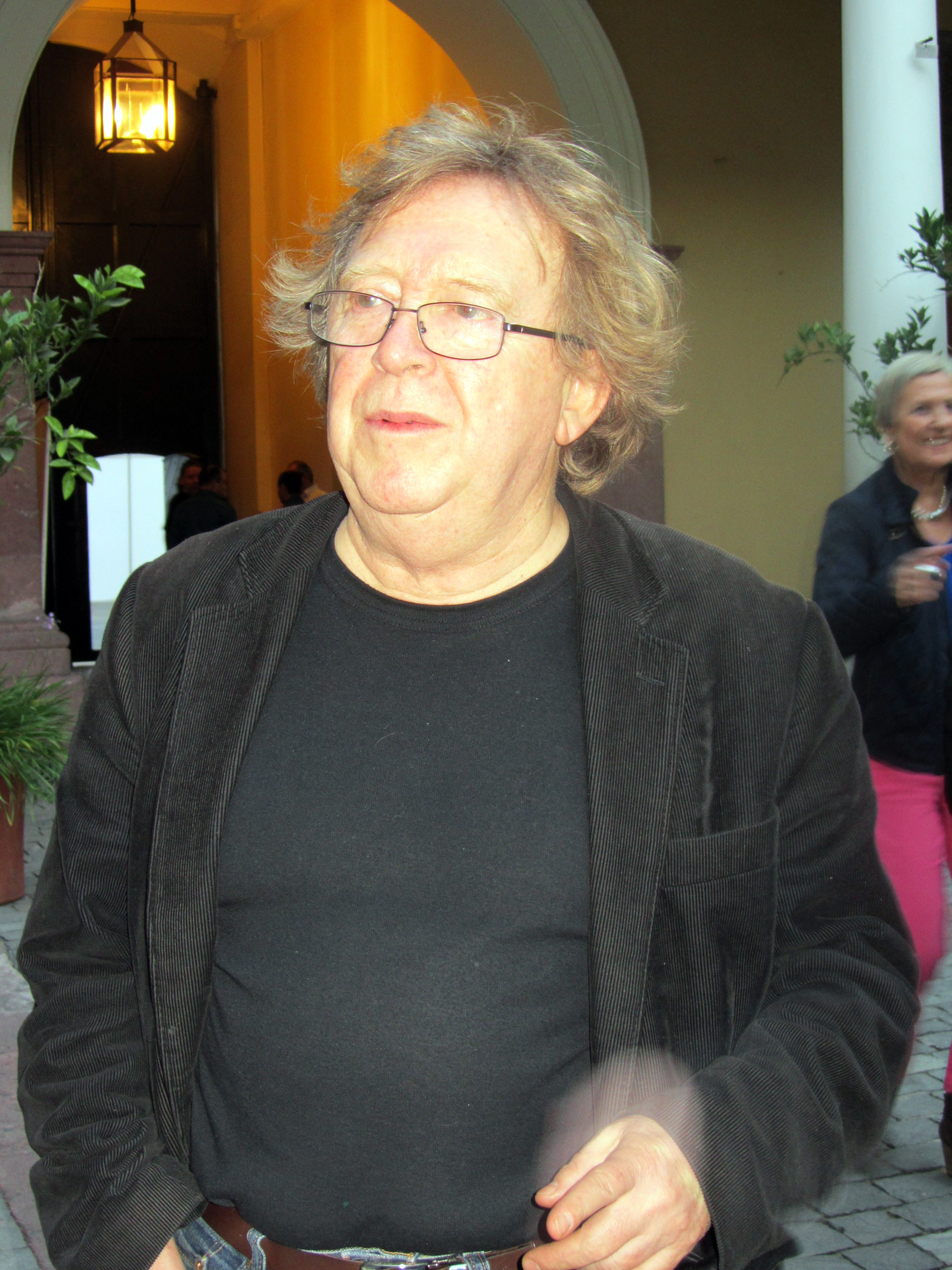
Cameron en un homenaje a Gonzalo Rojas, Museo Histórico Nacional, abril de 2013

### Poesía
- Las manos enlazadas, Edeval, Valparaíso, 1971
- Una vieja joven muerte, Del Café, Valparaíso, 1972
- Perro de circo, Edición del Premio Rudyard Kipling, Santiago, 1979
- Apuntes, Del Café, Valparaíso, 1981
- Escrito en Valparaíso, 1982
- Poesía dispersa, LAR, Concepción, 1985
- Cámara oscura, Ed. Manieristas, Santiago, 1985
- Videoclip, Bikupa, Estocolmo, Suecia, 1989
- Como un ave migratoria en la jaula de Fénix, Rusadir, Melilla, España, 1992
- Si regreso/ If I go back, Cross-Cultural Communications, New York, USA, 1993
- Tras el propio paisaje, Barcelona, 1996
- Visión de los ciclistas y otros textos, Villanueva de La Cañada, Madrid, 1998
- Cuaderno de Rosario, edición del autor, Valparaíso, 1998
- Jugar con la palabra, antología 1971-2000, LOM Ediciones, Santiago, 2000
- Versos atribuidos al joven Francisco María Arouet y otros textos desclasificados, LOM, Santiago, 2000
- Canción, SECH, Concepción, 2002
- Treinta poemas para leer antes del próximo jueves, Editorial Costa Rica, San José), 2005[3]
- El bolero de los ángeles, Ediciones Altazor, Viña del Mar, 2006
- 50 poemas, Casa de la Poesía, San José, Costa Rica, 2007
- Obra extranjera, 1989-2005, antología que reúne los textos de sus libros Videoclip, Como un ave migratoria en la jaula de Fénix, Visión de los ciclistas y otros textos y Treinta poemas para leer antes del próximo jueves;  Editorial Puerto Alegre, Valparaíso, 2011
- Last Night the War Ended, Cold Hub Press, New Zealand, 2011
- Perro de circo, Pequeño Dios Editores, Santiago, 2011
- Invocations to Pincoya in the Country of Rain', Cold Hub Press, New Zealand, 2011
- So We lost Paradise/Selected Poems, trad. Cola Franzen, Cold Hub Press, New Zealand, 2013
- Ciudadano discontinuado, Editorial Calygramma, Querétaro, México, 2013 / Valparaíso, 2013
- Bitácora y otras cuestiones, Quito, Ecuador, 2014
- Comme une bicyclette a l’air libre, Nancy, Francia, 2014
- Fragmentos de un cuaderno con vista al mar, Salamanca, España, 2015
- Robert Burns y otros poemas, Ediciones Caletita, Monterrey, México, 2015
- Algunos poemas, Lima, Perú, 2015
- Poemas desde el andén, antología que incluye los poemarios completos Perro de circo (1979) y Cámara oscura, además de una amplia selección del resto de su obra; con prólogo de Enrique Winter; Editorial UV, Universidad de Valparaíso, 2016
- DeCámeron, antología, Ediciones Libros del Cardo, Valparaíso, 2017
- Una raya más al tigre/Una striscia in piú alla tigre, plaquette bilingüe español-italiano; Mago Editores /Casa Bermeja, 2017
- Antología; la ilustración de la portada es de la grabadora Virginia Vizcaíno; ediciones de la Universidad Nacional de Córdoba y con la Autónoma de Entre Ríos; Argentina, 2017
- La pasión según Dick Tracy, reúne poemas escritos entre 2012 y 2016; RIL Editores, 2017
- Poemas de autoayuda, antología, Mago Editores, Santiago 2020

### Prosa
- Ascensores porteños. Guía práctica, Ed. Altazor, Viña del Mar, 1999 (2ª edición: 2002; publicada por RIL Editores en 2007 con el título de Ascensores de Valparaíso)
- Beethoven, el yogurt y nuestros años felices: crónicas suecas, Ed. Senda, Estocolmo, 2010 (publicado en Chile en 2013 por RIL Editores con el título de Crónicas suecas. Beethoven, el yogurt y nuestros años felices)
- Café Cinema. Historia personal de la poesía porteña, Ediciones Altazor, Viña del Mar, 2014

## Premios y reconocimientos
- Premio de la Federación de Estudiantes de Chile 1972 (compartido con Osvaldo Rodríguez)
- Premio Gabriela Mistral 1982 de la Municipalidad de Santiago
- Premio Carlos Pezoa Véliz 1984
- Premio Javiera Carrera para Trabajadores, 1986 (Valparaíso)
- Premio del semanario Liberación 1987 (Malmö, Suecia)
- Premio Municipal de Literatura, Valparaíso, 1996
- Premio Revista de Libros 1996 (El Mercurio), por Viles ejecutorias
- Premio Villanueva de la Cañada 1997 (España)
- Premio Confraternidad 1999, Instituto Chileno Argentino de Cultura, Talcahuano
- Premio Jorge Teillier de la Municipalidad de Lautaro 1998
- Premio del Consejo Nacional del Libro y la Lectura 1999
- Premio del Concurso Nacional de Poesía de la Ciudad de San Felipe 2000
- Premio de Poesía Ciudad de Concón 2001
- Premio Dolores Pincheira 2002, Sociedad de Escritores de Chile, Concepción
- Premio Internacional Ciudad de Alajuela 2004, Costa Rica por Treinta poemas para leer antes del próximo jueves[3]
- Premio Stella Corvalán 2008 (Talca)
- Premio Internacional Paralelo Cero, Quito, Ecuador, 2014
- Premio Altazor 2014, categoría Ensayo y Escrituras de la Memoria, Santiago, por Crónicas suecas. Beethoven, el yogurt y nuestros años felices
- Premio Fernando Santiván, Valdivia, 2014
- Premio Internacional de Poesía Pilar Fernández Labrador 2015, Salamanca, España, por Fragmentos de un cuaderno con vista al mar[4]
- Premio a la trayectoria en el Festival de Poesía La Chascona 2017[5]